# Clément Michelin
Clément Michelin (* 11. Mai 1997 in Montauban) ist ein französischer Fußballspieler. Er ist gelernter rechter Verteidiger und steht bei AEK Athen unter Vertrag. Seit September 2022 ist er an Girondins Bordeaux ausgeliehen. Des Weiteren war er Nachwuchsnationalspieler seines Geburtslandes.

## Karriere

### Verein
Clément Michelin wurde im südfranzösischen Montauban geboren und begann mit dem Fußballspielen in Verdun-sur-Garonne, 24 Kilometer südlich seiner Geburtsstadt, als er der AS Savenes Verdun beitrat. Später schloss er sich Coquelicots Montechois, ungefähr 15 Kilometer von seiner bisherigen Wirkungsstätte, an, ehe er in die Fußballschule des FC Toulouse aus dem 54 Kilometer entfernten Toulouse wechselte. Nachdem Michelin den Jugendmannschaften entwachsen war, debütierte er am 20. September 2016 im Alter von 19 Jahren beim 2:1-Auswärtssieg gegen den OSC Lille in der Ligue 1, der höchsten französischen Spielklasse. In dieser Saison befand sich der FC Toulouse in der Nähe der Europapokalränge, allerdings fanden sie sich schnell im Tabellenmittelfeld wieder und beendeten die Saison auf dem 11. Tabellenplatz. Den Großteil der Saison verpasste Clément Michelin, der in dieser Spielzeit zu acht Punktspieleinsätzen kam, aufgrund einer Knieverletzung. Eine Spielzeit später kämpfte der FC Toulouse gegen den Abstieg und belegte zum Ende der Saison den 18. Tabellenplatz, wodurch die Südfranzosen in den Barragespielen gegen den Dritten der Ligue 2, der zweithöchsten französischen Spielklasse, gelandet waren. Mit einem 3:0-Auswärtssieg im Hinspiel und einem 1:0-Sieg im Rückspiel im eigenen Stadion gegen AC Ajaccio gelang dem FC Toulouse der Klassenerhalt. Dabei war Michelin wettbewerbsübergreifend auf lediglich zehn Spiele gekommen. Nach Saisonbeginn wurde er – trotz einer Fußprellung – zum Relegationsgegner aus Ajaccio verliehen. Verletzungsbedingt absolvierte Clément Michelin auf Korsika lediglich 14 Punktspiele in der französischen Zweitklassigkeit. Nach dem Ende der Leihe kehrte er nicht nach Toulouse zurück, sondern schloss sich dem RC Lens, ebenfalls in der Ligue 2 spielend, an. Hier gelang Michelin der Durchbruch und in 25 Partien, in denen er zumeist in der Startformation stand, gelang ihm ein Tor. Die Corona-Krise machte einen Abbruch der Saison notwendig, dennoch stieg der RC Lens zum Ende der Spielzeit in die Ligue 1 auf. Im August 2021 verließ der Franzose Lens und wechselte für eine Ablösesumme von einer Million Euro nach Griechenland zu AEK Athen. Dort unterschrieb er einen Vertrag mit einer Laufzeit über vier Jahre. Im September 2022 wurde er für eine Saison an Girondins Bordeaux ausgeliehen.

### Nationalmannschaft
Von 2013 bis 2014 spielte Clément Michelin sechsmal für die U17-Nationalmannschaft der Franzosen, mit denen er die Teilnahme an der U17-Europameisterschaft 2017 verpasste. Ein Kalenderjahr später, im Jahr 2015, kam er zu zwei Spielen für die Nationalmannschaft der Spieler unter 18 Jahren, bevor Michelin im Jahr 2016 für die französische U19-Auswahl debütierte und mit ihnen an der in Deutschland stattfindenden U19-Europameisterschaft 2016 teilnahm. Dieses Turnier endete aus französischer Sicht mit dem Titelgewinn und Clément Michelin kam zu vier Einsätzen. Für die U19-Junioren lief er zehnmal auf. Von 2016 bis 2018 spielte der in Montauban geborene Rechtsverteidiger für die französische U20-Nationalmannschaft und kam zu neun Partien.